# Cosmoplatidius lycoides
Cosmoplatidius lycoides är en skalbaggsart som först beskrevs av Guérin-Méneville 1844.  Cosmoplatidius lycoides ingår i släktet Cosmoplatidius och familjen långhorningar.
Artens utbredningsområde är Guyana. Inga underarter finns listade i Catalogue of Life.